# Maruša Černjul
Maruša Černjul, född 30 juni 1992, är en slovensk höjdhoppare.
Černjul tävlade för Slovenien vid olympiska sommarspelen 2016 i Rio de Janeiro. Hon hoppade 1,92 meter i kvalet i höjdhoppstävlingen, vilket inte räckte till en finalplats.

## Personliga rekord
Utomhus
- Höjdhopp – 1,93 (Celje, 18 juni 2016)[4][5]

Inomhus
- Höjdhopp – 1,91 (Glasgow, 3 mars 2019)[4][5]